# Marmor, Stein & Eisen
Marmor, Stein & Eisen ist ein deutscher Spielfilm von Hansjörg Thurn aus dem Jahr 2000.

## Handlung
Die Fernsehshowmoderatorin Jennifer Stolz ist bei den Männern ein heißes Eisen. Eine ihrer männlichen Anhänger, Nikolaus ‚Nicki‘ Feldhaus, ein Inhaftierter auf Freigang, ist so vernarrt in die junge Frau, dass er sie zusammen mit seinem Freund Konrad mit einem Bus entführt. Nachdem die Moderatorin zunächst außer sich vor Wut ist, entwickelt sie Sympathie für die beiden Männer. Sie sieht in der Aktion einen eigenen Weg zur Befreiung. Schließlich kommt Jennifer beiden Männern näher und es entwickelt sich eine Dreierbeziehung. Ihr Produzent, der aus der Entführung eine sensationelle PR-Kampagne machen will und eine große Befreiung inszenieren möchte, wird kurzerhand gefesselt und geknebelt auf der Straße zurückgelassen.
In einer Kapelle begehen die drei symbolisch eine Hochzeit zu dritt. Als sie schließlich im Meer herumtollen fliehen sie vor der heranrückenden Polizisten-Schar mit einer Hochzeitskutsche.

## Hintergrund
Marmor, Stein & Eisen wurde vom 3. Mai 1999 bis zum 15. Juni 1999 in Berlin gedreht. Produziert wurde der Film von der TTD Checkpoint Berlin Filmproduktion GmbH. Die Uraufführung erfolgte am 24. Juni 2000 auf dem Filmfest München, der Film erhielt aber keine Auszeichnung.

## Kritik
Der Filmdienst meint: „Temperamentvoll inszenierte romantische Komödie ohne jeden Wirklichkeitsanspruch.“